# Liste der Monuments historiques in Bouzanville
Die Liste der Monuments historiques in Bouzanville führt die Monuments historiques in der französischen Gemeinde Bouzanville auf.

## Liste der Objekte
| Bezeichnung        | Beschreibung                           | Standort                                  | Kennzeichnung | Schutzstatus | Datum | Bild |
| ------------------ | -------------------------------------- | ----------------------------------------- | ------------- | ------------ | ----- | ---- |
| Pietà              | Stein, 16. Jahrhundert                 | in der Kapelle Notre-Dame-de-Pitié (Lage) | PM54001435    | Inscrit      | 1994  |      |
| Skulptur Ecce Homo | Stein, farbig gefasst, 16. Jahrhundert | in der Kirche St-Martin (Lage)            | PM54001434    | Inscrit      | 1994  |      |